# Tratado anglo-afegão de 1919
O Tratado Anglo-Afegão de 1919, também conhecido como o Tratado de Raualpindi, foi um armistício feito entre o Reino Unido da Grã-Bretanha e Irlanda e o Emirado do Afeganistão durante a Terceira Guerra Anglo-Afegã. Foi assinado em 8 de agosto de 1919 em Rawalpindi, Índia britânica (atual Paquistão). A Grã-Bretanha reconheceu a independência do Afeganistão (conforme o Artigo 5 do tratado), concordou que a Índia britânica não se estenderia além do Passo Khyber e interrompeu os subsídios britânicos ao Afeganistão. O Afeganistão também aceitou todos os acordos de fronteira previamente acordados com a Índia britânica de acordo com o Artigo 5 do tratado Anglo-Afegão de 1919. Assim, o Afeganistão como país independente concordou em reconhecer a linha Durand como fronteira internacional entre os dois países.